# Kiawentiio
Kiawenti:io Tarbell (IPA: /ˌɡjɑːwənˈdiːjoʊ/; Akwesasne, 28 aprile 2006) è un'attrice canadese.

## Biografia
Kiawentiio è nata in una famiglia di nativi americani Mohawk il 28 aprile 2006 ad Akwesasne, una riserva delle Prime Nazioni che si trova su entrambi i lati del confine tra il Canada e gli Stati Uniti d'America, e che attraversa il fiume St. Lawrence; dal lato degli Stati Uniti, la riserva è conosciuta anche come St. Regis Mohawk Reservation.
Il suo nome significa "bella mattina" in lingua Mohawk. I suoi genitori sono Barbara e Corey Tarbell; ha una sorella maggiore, Kasennakohe, e un fratello maggiore, Rasentonkwa. È cresciuta in una casa a Kawehno:ke (nota anche come Isola della Cornovaglia) e ha frequentato la Akwesasne Freedom School, un'istituzione dedicata alla preservazione della lingua Mohawk. Nel 2023, Kiawentiio si è diplomata alla Cornwall Collegiate and Vocational School.

## Filmografia

### Cinema
- Beans, regia di Tracey Deer (2020)

### Televisione
- Chiamatemi Anna (Anne with an E) – serie TV, 5 episodi (2019)
- Rutherford Falls - Amici per la vita (Rutherford Falls) – serie TV, episodi 1x04 e 1x06 (2021)
- Avatar - La leggenda di Aang (Avatar: The Last Airbender) – serie TV (2024-in corso) – Katara

### Cortometraggi
- N'xaxaitkw, regia di Asia Youngman (2022)

### Doppiaggio
- What If...? – serie TV d'animazione, episodio 2x06 (2023)

## Discografia

### EP
- In My Head (2021)

### Singoli
- Light at the End (2020)

## Riconoscimenti
- 2021 – Vancouver Film Critics Circle[3]
  - "One to Watch" per Beans

## Doppiatrici italiane
Nelle versioni in italiano delle opere in cui ha recitato, Kiawentiio è stata doppiata da:
- Sara Ciocca in Avatar - La leggenda di Aang